# حيز أمامي للعضد
الحيز الأمامي للعضد (بالإنجليزية: Anterior compartment of the arm)‏ يعرف أيضاً بالحيز العاطف للعضد أو الحيز المثني للعضد وذلك لأن الثني هو وظيفته الرئيسية. يحتوي الحيز على العضلات ذات الرأسين العضدية والعضدية والغرابية العضدية. جميع هذه العضلات يتم تعصيبها عبر العصب العضلي الجلدي والذي تأتي أليافه من الأعصاب الشوكية الرقبية الخامس والسادس والسابع. ينفصل الحيز الأمامي للعضد عن الحيز الخلفي بعظم العضد والحاجزين بين العضليين الأنسي والوحشي.